# Spinnerei und Weberei Zell-Schönau

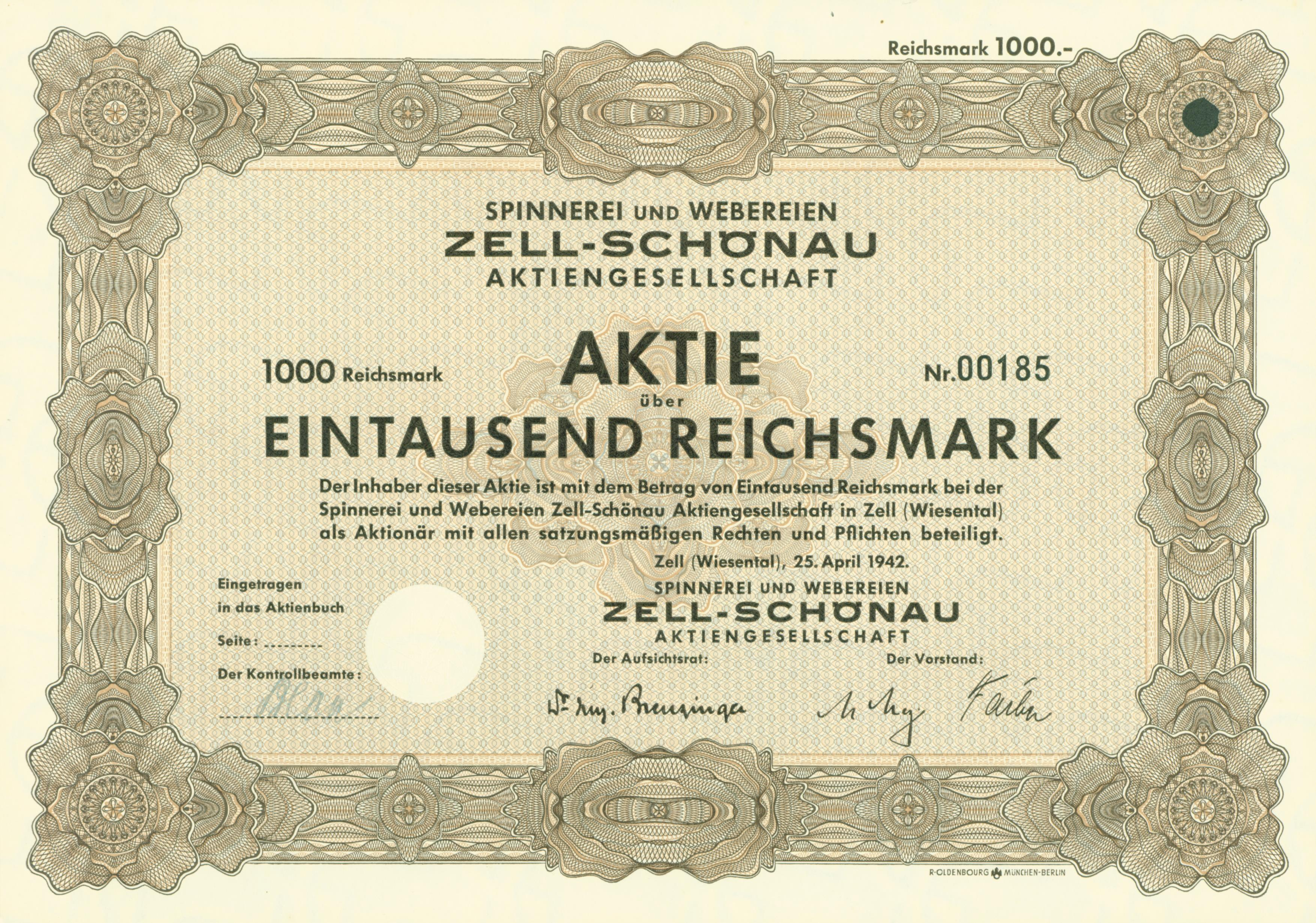
Aktie über 1000 RM der Spinnerei und Weberei Zell-Schönau AG vom 25. April 1942

Die Spinnerei und Weberei Zell-Schönau AG mit Sitz in Zell im Wiesental war ein vollstufiges Textilunternehmen mit Spinnerei, Weberei und Ausrüstung. Das Unternehmen bestand von 1842 bis 2007 unter verschiedenen Gesellschaftern, Rechtsformen und Firmierungen. Die Marken Irisette und Smiley werden bis heute von der Bierbaum-Gruppe fortgeführt.

## Geschichte

### Entstehung
Das Unternehmen entstand aus der Fusion zweier Vorgängerunternehmen in Zell und Schönau.

#### Mechanische Weberei Zell i.W.
Samuel Lanz gründete im Jahr 1842 in Zell im Wiesental die Mechanische Weberei Zell i.W. und wurde ein bedeutender Arbeitgeber im Wiesental. Nachdem das Unternehmen in der Zwischenzeit im Besitz der Firma Häusler & von Tilch war, wurde es 1879 vom Bankhaus Christian Mez in Freiburg übernommen. Sie wandelte das Unternehmen 1889 in eine Aktiengesellschaft, sie firmierte nun als Mechanische Weberei AG.
1900 wurde eine Filialweberei in Rohmatt, in einem Nebental zum Wiesental gelegen, und 1906 eine weitere Weberei in Hottingen gegründet. Noch im Januar 1921 erwarb sie die Bleicherei und Ausrüstung Hummel in Wehr.

#### Spinnerei und Weberei Iselin & Co, Schönau
Dietrich Iselin aus Basel gründete 1841 die Spinnerei und Weberei Iselin & Co. und nahm mit 190 Beschäftigten den Betrieb auf. 1866 beschäftigte das Unternehmen bereits 500 Arbeitnehmer und prägte den Ort Schönau. Das Bankhaus Christian Mez erwarb dieses Unternehmen am 1. Juni 1900 und wandelte es in eine Aktiengesellschaft, die Spinnerei und Weberei Schönau AG.

#### Fusion
Im Jahr 1921 fusionierte das Bankhaus Christian Mez die Mechanische Weberei AG mit der Spinnerei und Weberei Schönau AG. Das fusionierte Unternehmen wurde zur Spinnerei und Weberei Zell-Schönau AG mit Sitz in Zell i.W. und beschäftigte 1.200 Arbeitnehmer. Das Produktionsprogramm waren baumwollene Gewebe für Tisch- und Bettwäsche, roh und gebleicht, in Jaquard- und Streifendessins. 1930 verfügte das Unternehmen über 2000 Webstühle, beschäftigte 1300 Arbeitnehmer und verfügte über Liegenschaften über 410.000 m² und Werkswohnungen, die sie für ihre Mitarbeiter zur Verfügung stellten.

### Unter Georg Färber
Die Familie Mez aus Freiburg, Nachkommen des Bankiers Christian Mez, blieben Mehrheitsaktionäre und waren mit Moritz Mez auch im Vorstand des Unternehmens vertreten. Am 1. April 1936 wurde mit Georg Färber, damals 31 Jahre alt, ein weiteres Vorstandsmitglied bestellt. Georg Färber prägte das Unternehmen in den folgenden Jahrzehnten das Unternehmen und sorgte mit seinem technischen Wissen, kaufmännischen Geschick und Durchsetzungsvermögen für ein enormes Wachstum des Unternehmens.

#### Zweiter Weltkrieg
Während des 2. Weltkrieges konnte das Unternehmen arbeiten. Die Rohstoffversorgung klappte mit Zellwolle und Kunstseide. Doch es wurde auch für die Kriegswirtschaft herangezogen, so wurden in dem Unternehmen Zünder für Flakgranaten hergestellt.

#### Nachkriegszeit
Nach dem Krieg wurde das Unternehmen durch Reparationsleistungen für die französische Besatzungsmacht hart getroffen. In Schönau mussten 199 Rütti-Automaten abgegeben werden. Färber wusste sich zu helfen, er ließ mit seinem Wissen in Zell selbst 2.500 Webstühle herstellen, von denen er die Hälfte verkaufte und die übrigen in seinen Betrieben einsetzte. Die Zeit nach der Währungsreform brachte eine starke Zunahme der Nachfrage nach Textilien und führte zu Investitionen mit denen die Produktion gesteigert und verbessert werden konnte. Eine Vielzahl neuer Maschinen wurde angeschafft. Die Mitarbeiterzahl stieg konstant von 700 im Jahre 1946 auf 1.600 im Jahre 1949 und 2.600 im Jahr 1956.
Bereits im Jahr 1945 stellte Färber buntgewebte Bettwäsche her, die er erfolgreich absetzte. 1954 ließ er dafür die Marke „Irisette“ eintragen. Die Nachfrage nach diesen Produkten war so groß, dass viele Händler Lieferzeiten bis zu 18 Monaten in Kauf nahmen. Die Marke „Irisette“ schaffte es zu einem Bekanntheitsgrad von 92 %, der Höchste in der deutschen Textilbranche. Zu diesem Erfolg verhalf auch Färbers Frau, Dore Färber, geb. Staigler. Sie entwarf die Muster und brachte mit ihren Entwürfen mehr Farbe in die deutschen Schlafzimmer.
Georg Färber starb am 8. Oktober 1957 im Alter von 53 Jahren. Dore Färber war noch 12 weitere Jahre stellvertretende Vorsitzende im Aufsichtsrat. Sie wollte das Unternehmen noch für die Elektronikbranche öffnen, konnte sich aber im Aufsichtsrat nicht durchsetzen. Dore Färber starb 2011 im Alter von 96 Jahren.

### Unter J. F. Adolff AG
Familie Mez veräußerte 1969 ohne das Wissen von Dore Färber die Aktienmehrheit an die J. F. Adolff AG in Backnang. J. F. Adolff AG übernahm auch das Möve-Werk Weisert KG in Reutlingen, das unter der Marke Möve ein bedeutender Frottierwarenhersteller in Deutschland war. In den Webereien von Zell-Schönau wurde jetzt auch für Möve produziert.

### Unter Günter Drews
J. F. Adolff konnte sich ebenfalls nicht dem Niedergang der deutschen Textilindustrie widersetzen und verkaufte im Jahre 1975 seine Beteiligung an der Spinnerei und Weberei Zell-Schönau AG an den Textilunternehmer Günter Drews in Schrozberg.

#### Stetige Verkleinerung
Zell-Schönau folgte dem Schicksal der deutschen Textilindustrie. Die Öffnung des deutschen Textilmarktes für die weltweite Konkurrenz führte auch bei Zell-Schönau zu einem ständigen Verlust von Arbeitsplätzen. So wurde der Abbau von Arbeitsplätzen wie folgt verzeichnet:
1972: 4000 Arbeitnehmer
1978: 2000 Arbeitnehmer
1987: 574 Arbeitnehmer
1990: 300 Arbeitnehmer.
Ein Werk nach dem anderen wurde geschlossen:
1977: Schließung Webereien in Rohmatt und Ottmarsheim, Elsass
1985: Schließung der Weberei in Müllheim
1988: Schließung der Weberei in Hottingen
1989: Verkauf der Textilveredelung in Wehr
1990: Schließung der Spinnereien in Atzenbach, Schönau und Breisach sowie die Weberei in Zell.

#### Restrukturierung 1991
Die Jahre 1989 und 1990 brachten bei einem Umsatz von rund 120 Mio. DM Verluste in Höhe von rund 10 % des Umsatzes. Der hochkarätig besetzte Aufsichtsrat mit Hans Unterseh, Vorstandsvorsitzender der KBC in Lörrach, Günter Drews und dem Direktor der Deutschen Bank Freiburg,  Hans-Peter Hirner, und der Alleinvorstand Reinhard Schwarzmoser beschlossen deshalb tiefgreifende Re- und Umstrukturierungsmaßnahmen:
- Die Produktsparte Oberbekleidungsstoffe wurde aufgegeben.
- Die Produktionsstätten der Spinnerei Atzenbach GmbH wurden stillgelegt.
- Das Betriebsanwesen in Zell wurde an die Stadt Zell zu einem Kaufpreis von 11 Mio. DM veräußert. Als Ersatz wird bei den Lagergebäuden in Zell ein neues Verwaltungsgebäude mit einem Kostenaufwand von 1,8 Mio. DM erstellt.
- Im Verwaltungsbereich wurden 70 Arbeitsplätze abgebaut
- Die Frottierweberei Möve-Werk GmbH & Co.KG Reutlingen gab an die Weberei in Schönau 35 Frottierwebmaschinen ab.
- Es wurden zwei weitere Gesellschaften gegründet, um dadurch Profit-Center zu bilden. In der neu gegründeten Weberei Schönau GmbH wird die Produktion von Jaquard und Frottiergewebe in Schönau konzentriert. Die Gesellschaft wird am 14. Januar 1992 gegründet. Zur gleichen Zeit wurde die Firma Irisette GmbH mit Sitz in Schönau mit einem Kapital von 5 Mio. DM gegründet. Sie übernahm den Vertrieb von Bett- und Tischwäsche unter der Marke Irisette und beschäftigt 41 Personen. Diese Produkte sind die Hauptträger des Umsatzes des Gesamtunternehmens. 1992 wurde allein unter der Marke Irisette mit einem Umsatz von 87 Mio. DM gerechnet.

Die Spinnerei und Weberei AG hatte damit nur noch eine Holding-Funktion. Zum Konzernverbund gehörten nunmehr
- Die Weberei Schönau GmbH, Schönau, mit einem Kapital von 4 Mio. DM

- Irisette GmbH, mit einem Kapital von 5 Mio. DM
- Heimtex Konfektions GmbH, eine Gesellschaft, die 1979 mit einem Stammkapital von 500.000 DM gegründet wurde und in Wehr Bett- und Tischwäsche für Irisette konfektionierte und 48 Arbeitnehmer beschäftigte
- Spinnerei Atzenbach GmbH, die früher noch 350 Arbeitnehmer beschäftigte, zu diesem Zeitpunkt aber bereits stillgelegt war
- Smail GmbH, eine Gesellschaft, die 1989 mit einem Stammkapital von 2 Mio. DM mit Sitz in Urbach gegründet wurde. Diese Gesellschaft hatte im Jahre 1989 von der Hornschuch AG in Weissbach die Marke Smail mit allen Vertriebsrechten erworben und vertrieb Bett- und Tischwäsche unter dieser Marke. Es wurden 49 Arbeitnehmer beschäftigt.

### Der gerichtliche Vergleich
Am 12. Juni 1992 meldete die Möve-Werk GmbH & Co. KG, Reutlingen, eine Tochtergesellschaft der Spinnerei und Weberei Zell-Schönau AG unerwartet beim Amtsgericht Reutlingen ein gerichtliches Vergleichsverfahren zur Abwendung des Konkurses an. Zell-Schönau musste ihre Beteiligungswerte und Gesellschafterdarlehen in Höhe von 5 Mio. DM sowie Warenforderungen in weiterer Höhe von 5 Mio. DM abschreiben. Die Ausbuchung dieser Vermögenswerte führte bei Zell-Schönau zur Überschuldung und zwang sie, für alle Gesellschaften des Konzernverbundes am 17. Juli 1992 beim Amtsgericht Waldshut-Tiengen Antrag auf Eröffnung eines gerichtlichen Vergleichsverfahrens zur Abwendung des Konkurses zu stellen. Das Gericht bestellte am 19. Juli 1992 den Stuttgarter Rechtsanwalt Volker Grub als Vergleichsverwalter für alle Unternehmen des Konzernverbundes. Alle 6 Unternehmen boten eine einheitliche Zahlungsquote von 35 % auf die Vergleichsforderungen.
Zum damaligen Zeitpunkt gab es noch kein Konzerninsolvenzrecht. Die einheitliche Zahlungsquote für alle fünf Konzernunternehmen wurde über § 303 Aktiengesetz begründet. Der Hauptaktionär Günter Drews war bereit, bei Annahme der Vergleichsvorschläge durch die Gläubiger, eine Kapitalerhöhung um 5 Mio. DM durchzuführen und die Einzahlung zu garantieren. In der Gläubigerversammlung vor dem Amtsgericht Waldshut-Tiengen am 16. September 1992 stimmten 99 % der Gläubiger den Vergleichen in allen 5 Verfahren zu. Sie wurden alle vom Gericht bestätigt.

### Stilllegung der Gesellschaften und Weiterführung der Marken durch Bierbaum
Bereits zum 1. Juni 1994 gab Günter Drews die Tochtergesellschaften Irisette GmbH, Heimtext-Konfektion GmbH und Smail GmbH an die Bierbaum-Gruppe in Borken weiter. Die Bierbaum-Gruppe, deren wichtigste Produkte Bettwäsche und Schlafdecken sind, erwirtschaftete im Jahr 1993 einen Umsatz von 192 Mio. DM. Günter Drews legte seine Unternehmen in den Jahren 2006 und 2007 still.
Bierbaum führt die Programme und die Marken Irisette und Smiley bis heute erfolgreich weiter.